# Славкі (Поморське воєводство)
Славкі (пол. Sławki, нім. Schlawkau) — село в Польщі, у гміні Сомоніно Картузького повіту Поморського воєводства.
Населення — 516 осіб (2011).
У 1975-1998 роках село належало до Гданського воєводства.

## Демографія
Демографічна структура станом на 31 березня 2011 року:
|          | Загалом | Допрацездатний вік | Працездатний вік | Постпрацездатний вік |
| -------- | ------- | ------------------ | ---------------- | -------------------- |
| Чоловіки | 266     | 78                 | 173              | 15                   |
| Жінки    | 250     | 71                 | 148              | 31                   |
| Разом    | 516     | 149                | 321              | 46                   |